# Tren dividido
Un tren dividido es un tren de pasajeros que se separa en dos trenes en un punto intermedio de su ruta, para servir a dos destinos normalmente distintos. Inversamente, dos trenes de diferentes orígenes pueden acoplarse para llegar a un punto final común. En el caso de rutas complejas pueden dividirse o acoplarse varias veces.
Por ejemplo, el Empire Builder en dirección oeste viaja desde la Chicago Union Station a Spokane, Washington, donde sus coches se dividen en dos trenes: uno continúa hasta la Estación Unión de Portland y el otro hasta la Estación de la Calle King en Seattle. En el viaje hacia el este, los trenes de Portland y Seattle se acoplan en Spokane antes de viajar como un solo tren hacia Chicago.
La división de trenes es útil cuando la capacidad de la línea es limitada, lo que permite que varios trenes utilicen el mismo surco en una parte congestionada de una red. Las secciones compartidas a menudo serán los tramos más concurridos.

## Operación
En el tramo inicial de su viaje, el tren es conducido normalmente por una sola tripulación. En una estación designada antes de una bifurcación, el tren se detiene y algunos de los vagones se separan, con pasajeros o mercancías todavía a bordo. La parte delantera del tren parte para recorrer el resto de su ruta, a la vez que se forma un segundo tren a partir de los vagones separados. El sentido de los devíos se cambia en la bifurcación, y una segunda tripulación conduce el tren por una ruta diferente hacia un segundo destino. Cuando el tren está formado por unidades múltiples (conjuntos de trenes autónomos con su propia propulsión y cabinas de conducción), dos o más unidades circulan formando una composición durante el primer tramo. Después del desprendimiento, la segunda tripulación conduce el tren desde la cabina delantera de la unidad remolcada.
En el viaje de regreso, los dos trenes pueden unirse en la misma estación en la que se dividieron. Se requiere que la señalización esté especialmente diseñada en la estación, tanto para reconocer la división del tren de salida, como para permitir que los dos trenes que se van a componer entren en la misma sección de bloqueo. La red ferroviaria británica utiliza una señal de "avance" para este último caso.

### Posibles combinaciones
Es posible trabajar de distintas maneras con porciones de trenes combinadas. Por ejemplo:
- Dos trenes pueden partir cada uno de terminales independientes, acoplarse "en ruta" y llegar juntos a su único destino.
  - Viceversa, un par de trenes pueden salir juntos de la misma terminal, ser separados "en ruta" y luego continuar hacia destinos separados.
- Dos trenes pueden partir cada uno de terminales separadas, acoplarse y luego separarse, "en ruta", y luego continuar hacia destinos separados.
- Un tren puede salir de una terminal, acoplarse "en ruta" a otro tren que parta desde el punto donde se produce el acoplamiento, y luego los dos trenes continuarán juntos hasta su único destino, disponiéndose así de un tren con mayor capacidad en parte de la ruta (o viceversa).
- Un tren puede partir de una terminal y dividirse en una estación en ruta, y ambas partes continuar hacia el mismo destino, pero la primera para ser un expreso (con pocas paradas intermedias o ninguna) y la segunda realizar un mayor número de paradas. A la inversa, la segunda parte puede ser la más rápida de las dos, alcanzando al tren lento en el punto donde se acoplarán.

### Problemas
Para que el trabajo en porciones sea exitoso, es posible que el operador deba abordar muchos problemas. Por ejemplo:
- Se deben designar las ubicaciones para el acoplamiento y desacoplamiento.
- Las mejores combinaciones de servicios deben ser cuidadosamente consideradas.
- El acoplamiento y desacoplamiento lleva tiempo.
- El trabajo en porciones puede transferir la interrupción de una sección a la red más amplia.[2]

La división de trenes a veces puede causar problemas a los viajeros desprevenidos, que pueden abordar el vagón equivocado y, por lo tanto, llegar a un destino inesperado.

## Ejemplos

### Australia
- Canberra Monaro Express - De Sídney Central a Canberra y Cooma, dividiéndose en Queanbeyan (1955-73 y 1986-88)

### Bélgica
- Los trenes IC entre Genk y Knokke o Blankenberge (IC 1527–1542) solían dividirse en Brujas. La parte delantera iba a Knokke (IC 1627–1642) mientras que el resto continuaba hasta Blankenberge, y lo mismo ocurría en el tramo de vuelta (IC 1505-1520). Los conjuntos se formaron con trenes AM96 EMU (que permiten el paso entre coches) o M6 remolcados por locomotoras Clase 19. En este último caso, los coches cabina y los motores están equipados con enganches automáticos para permitir una separación rápida. En períodos de gran afluencia o cuando se producían problemas, estos trenes IC podían circular completamente hacia un destino (generalmente Blankenberghe) y se habilitaba otro tren para el tramo entre Brujas y Knokke. Este servicio dual terminó con el nuevo horario de transporte introducido en diciembre de 2017. Desde entonces, se utilizan trenes separados para cada destino.[4]
- A pesar de no anunciarse como trenes de acoplamiento, algunos trenes IC entre la Estación de Lille-Flandes y la de Tournai se acoplan con uno o dos trenes AM96 que van de Tournai o Cortrique a Namur, lo que permite viajar directamente de Lille a Namur.[5]
- Lo mismo ocurre con los trenes IC entre Lille y Mouscron. En Mouscron, se combinan con unidades múltiples AM96 que luego hacen funcionar trenes IC entre Mouscron y la Estación de Antwerpen-Centraal en Amberes.[5]

### Canadá
| Ruta                     | Desde                        | División en                 | Destino                | Notas |
| ------------------------ | ---------------------------- | --------------------------- | ---------------------- | ----- |
| Tren Montreal-Senneterre | Estación de Montreal Central | Estación de Hervey-Jonction | Estación de Senneterre |       |
| Tren Montreal-Jonquière  | Estación de Montreal Central | Estación de Hervey-Jonction | Estación de Jonquière  |       |

### Alemania
- Hay varios trenes regionales y de alta velocidad que realizan operaciones de división por toda Alemania. Los trenes ICE de Múnich a menudo se dividen en Hanover en secciones para Bremen y Hamburgo. El ICE de Berlín se dividía en Hamm, con secciones para Colonia y Düsseldorf.
- Múnich S-Bahn: la línea S1 sirve tanto a Frisinga como al Aeropuerto Franz Josef Strauss, dividiéndose en la Estación de Neufahrn bei Freising
- Hanover Stadtbahn: por las tardes y los domingos las líneas 2 y 8 del sistema de metro ligero de Hannover funcionan con trenes divisibles. Los trenes comienzan en Alte Heide como parte de la línea 2 y se dividen en la parada de Peiner Straße. Una parte continúa como la Línea 8 hasta Messe Nord, y la otra como la Línea 2 hasta Rethen. En la otra dirección, los trenes se vuelven a conectar en la estación de Bothmerstraße y funcionan como la Línea 2 hasta Alte Heide.
- Hamburg S-Bahn: los trenes de la Línea S1 del sistema S-Bahn de Hamburgo normalmente se dividen en Ohlsdorf en secciones hacia el Aeropuerto de Hamburgo y hacia Poppenbüttel.
- Desde 2014, los servicios de Expresos Regionales RE 1 Mannheim-Saarbrücken-Tréveris-Coblenza y RE 11 Luxwmburgo-Trier-Coblenza operan conjuntamente con trenes que se dividen en la estación principal de Trier. La parte del RE 1 es operada por la alemana DB Regio South-West con una EMU de un solo piso Stadler FLIRT como parte de la red de Süwex, mientras que la parte RE 11 es operada por la luxemburguesa Société Nationale des Chemins de Fer Luxembourgeois con una EMU Stadler KISS de dos pisos. Esta es probablemente la única situación en la que un tren de un suelo y uno de dos pisos de los ferrocarriles nacionales de dos países se dividen.
- Desde 2018, el servicio Regional-Express RE 7 Hamburgo-Elmshorn-Neumünster-Kiel/Flensburgo se divide en Neumünster y el tren delantero continúa hasta Kiel y el trasero hasta Flensburg.

### Japón
Hay varios servicios de trenes que se dividen en Japón, y cada ruta tiene su propio nombre.
| Ruta          | Desde             | Dividido en | Destino              | Notas                                    |
| ------------- | ----------------- | ----------- | -------------------- | ---------------------------------------- |
| Komachi       | Estación de Tokio | Morioka     | Akita                | Servicios de alta velocidad (Shinkansen) |
| Hayabusa      | Estación de Tokio | Morioka     | Shin-Hakodate-Hokuto | Servicios de alta velocidad (Shinkansen) |
| Sunrise Izumo | Estación de Tokio | Okayama     | Izumoshi             | Coche cama                               |
| Sunrise Seto  | Estación de Tokio | Okayama     | Takamatsu            | Coche cama                               |

### Reino Unido
Los servicios con trenes divididos se han seguido prestando durante mucho tiempo en la tercera red ferroviaria de líneas en el sureste de Inglaterra. En otras partes del Reino Unido, la práctica ha sido menos común debido a una renuencia general a diseñar los sistemas de señalización modernos necesarios y debido a las restricciones legales sobre la competencia entre operadores.
Los trenes divididos operan en varias líneas de la red ferroviaria de Gran Bretaña, comúnmente (aunque no exclusivamente) en el sur de Inglaterra. Para garantizar tiempos de viaje consistentes, la parte delantera de un tren que se divide generalmente se convierte en la parte trasera del servicio de regreso cuando se reúnen ambas.
Además, algunos servicios se desprenden de coches en algún punto intermedio de su ruta y los recogen de nuevo en el viaje de regreso. Esto puede deberse a que una parte de la línea tiene andenes cortos en varias de sus estaciones, o a que la demanda es mucho más alta en una sección que en otra.
| Ruta                                        | Desde                                                                                     | División en                       | Destino | Notas |
| ------------------------------------------- | ----------------------------------------------------------------------------------------- | --------------------------------- | --- | --- |
| Línea de Arun Valley                        | Estación de Victoria (Londres)                                                            | Crawley o Horsham                 | Parte delantera sin paradas hasta Barnham, y desde allí estaciones principales hasta Portsmouth Harbour o Southampton Central | Los domingos paradas facultativas en todas las estaciones hasta Barnham, donde se divide el tren. |
| Línea de Arun Valley                        | Estación de Victoria (Londres)                                                            | Crawley o Horsham                 | Parte trasera la mayoría o todas las estaciones hasta Bognor Regis                                                            | Los domingos paradas facultativas en todas las estaciones hasta Barnham, donde se divide el tren. |
| Caledonian Sleeper (Lowland)                | Estación de Euston (Londres)                                                              | Carstairs                         | Parte delantra a Edinburgo Waverley                                                                                           | |
| Caledonian Sleeper (Lowland)                | Estación de Euston (Londres)                                                              | Carstairs                         | Parte trasera a Glasgow Central                                                                                               | |
| Caledonian Sleeper (Highland)               | Estación de Euston (Londres)                                                              | Stnlnk\|Edimburgo Waverley        | Parte delantra a Inverness | |
| Caledonian Sleeper (Highland)               | Estación de Euston (Londres)                                                              | Stnlnk\|Edimburgo Waverley        | Parte central a Aberdeen | |
| Caledonian Sleeper (Highland)               | Estación de Euston (Londres)                                                              | Stnlnk\|Edimburgo Waverley        | Parte trasera a Fort William                                                                                                  | |
| Línea de la Costa de Cambria                | Birmingham New Street                                                                     | Machynlleth                       | Parte delantra a Aberystwyth                                                                                                  | Ambas partes con parada facultativa en Dovey Junction, pero usan andenes separados y, por lo tanto, deben dividirse una parada antes. |
| Línea de la Costa de Cambria                | Birmingham New Street                                                                     | Machynlleth                       | Parte trasera a Pwllheli | Ambas partes con parada facultativa en Dovey Junction, pero usan andenes separados y, por lo tanto, deben dividirse una parada antes. |
| Línea de Caterham Línea de Tattenham Corner | London Bridge (algunos trenes en hora punta parten de la Estación de Victoria en Londres) | Purley                            | Parte delantra a Caterham | Coloquialmente conocido como el "Cat & Tat". Era el servicio más común en los ramales de Purley antes de que el trabajo de renovación los convirtiera en una extensión de las vías locales de la Línea Principal de Brighton.                                  |
| Línea de Caterham Línea de Tattenham Corner | London Bridge (algunos trenes en hora punta parten de la Estación de Victoria en Londres) | Purley                            | Parte trasera a Tattenham Corner                                                                                              | Coloquialmente conocido como el "Cat & Tat". Era el servicio más común en los ramales de Purley antes de que el trabajo de renovación los convirtiera en una extensión de las vías locales de la Línea Principal de Brighton.                                  |
| Chatham Main Line                           | Estación de Victoria (Londres)                                                            | Faversham                         | Parte delantra a Ramsgate | |
| Chatham Main Line                           | Estación de Victoria (Londres)                                                            | Faversham                         | Parte trasera a Dover Priory                                                                                                  | |
| Línea de Fen                                | Estación de King's Cross (Londres)                                                        | Cambridge                         | 4 coches delanteros con parada en todas las estaciones hasta King's Lynn                                                      | |
| Línea de Fen                                | Estación de King's Cross (Londres)                                                        | Cambridge                         | Resto del tren apartado en Cambridge                                                                                          | |
| South Western Main Line                     | Estación de Waterloo (Londres)                                                            | Southampton Central o Bournemouth | 5 coches delanteros hasta Weymouth                                                                                            | La mayoría de las estaciones de Dorset más allá de Bournemouth tienen andenes cortos, mientras que hasta Poole, el tren delantero forma el principal servicio expreso en una línea con mucho tráfico, y el tren trasero funciona como un servicio con paradas. |
| South Western Main Line                     | Estación de Waterloo (Londres)                                                            | Southampton Central o Bournemouth | 5 coches traseros hasta Poole o Bournemouth                                                                                   | La mayoría de las estaciones de Dorset más allá de Bournemouth tienen andenes cortos, mientras que hasta Poole, el tren delantero forma el principal servicio expreso en una línea con mucho tráfico, y el tren trasero funciona como un servicio con paradas. |
| South Western Main Line                     | Estación de Waterloo (Londres)                                                            | Eastleigh                         | 5 coches delanteros hasta Poole                                                                                               | Servicio solo los domingos |
| South Western Main Line                     | Estación de Waterloo (Londres)                                                            | Eastleigh                         | 5 coches traseros hasta Portsmouth Harbour                                                                                    | Servicio solo los domingos |
| Línea Principal del Oeste de Inglaterra     | Estación de Waterloo (Londres)                                                            | Salisbury                         | Parte delantra a Exeter St Davids                                                                                             | |
| Línea Principal del Oeste de Inglaterra     | Estación de Waterloo (Londres)                                                            | Salisbury                         | La parte trasera termina en Salisbury                                                                                         | |

### Estados Unidos
| Rutas de la Amtrak                       | Rutas de la Amtrak | Rutas de la Amtrak                              | Rutas de la Amtrak   | Rutas de la Amtrak |
| Ruta                                     | Desde              | Dividido en                                     | Destino              | Notas |
| ---------------------------------------- | ------------------ | ----------------------------------------------- | -------------------- | --- |
| Empire Builder                           | Chicago            | Spokane                                         | Seattle              | |
| Empire Builder                           | Chicago            | Spokane                                         | Portland, OR         | |
| Lake Shore Limited                       | Chicago            | Albany–Rensselaer                               | Boston South Station | |
| Lake Shore Limited                       | Chicago            | Albany–Rensselaer                               | New York City        | |
| Texas Eagle                              | Los Ángeles        | San Antonio                                     | Chicago              | La división solo se realiza en los tres viajes de ida y vuelta semanales del Sunset Limited. El Texas Eagle realiza cuatro viajes de ida y vuelta adicionales por semana entre San Antonio y Chicago solamente. |
| Sunset Limited                           | Los Ángeles        | San Antonio                                     | New Orleans          | La división solo se realiza en los tres viajes de ida y vuelta semanales del Sunset Limited. El Texas Eagle realiza cuatro viajes de ida y vuelta adicionales por semana entre San Antonio y Chicago solamente. |
| Antiguas rutas de la Amtrack             |                    |                                                 |                      | |
| James Whitcomb Riley                     | Chicago            | Charlottesville                                 | Washington D. C.     | 1971–1976 |
| James Whitcomb Riley                     | Chicago            | Charlottesville                                 | Newport News         | 1971–1976 |
| Floridian                                | Chicago            | Jacksonville                                    | St. Petersburg       | 1971–1979 |
| Floridian                                | Chicago            | Jacksonville                                    | Miami                | 1971–1979 |
| National Limited                         | Kansas City        | Harrisburg (pre-1978); Philadelphia (post-1978) | New York City        | 1971–1979 |
| National Limited                         | Kansas City        | Harrisburg (pre-1978); Philadelphia (post-1978) | Washington D. C.     | 1971–1979 |
| Lone Star                                | Chicago            | Fort Worth                                      | Dallas               | 1975–1976, 1977–1979 |
| Lone Star                                | Chicago            | Fort Worth                                      | Houston              | 1975–1976, 1977–1979 |
| Inter-American                           | Chicago            | Temple                                          | Houston              | 1979–1981 |
| Inter-American                           | Chicago            | Temple                                          | Laredo               | 1979–1981 |
| Pioneer                                  | Chicago            | Ogden; Denver (después de 1991)                 | Seattle              | 1980–1997 |
| San Francisco Zephyr y California Zephyr | Chicago            | Ogden; Denver (después de 1991)                 | Oakland              | 1980–1997 |
| Desert Wind                              | Chicago            | Ogden; Denver (después de 1991)                 | Los Ángeles          | 1980–1997 |
| River Cities                             | New Orleans        | Carbondale                                      | Kansas City          | 1984–1993 |
| City of New Orleans                      | New Orleans        | Carbondale                                      | Chicago              | 1984–1993 |
| Gulf Breeze                              | New York City      | Birmingham                                      | Mobile               | 1989–1995 |
| Crescent                                 | New York City      | Birmingham                                      | New Orleans          | 1989–1995 |